# Hüntel (Adelsgeschlecht)

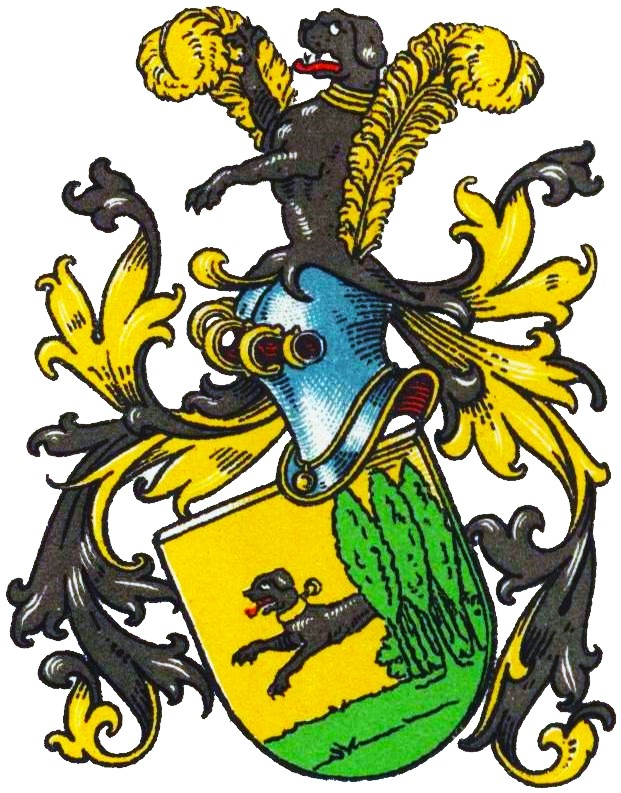
Wappen derer von Hüntel im Wappenbuch des Westfälischen Adels

Hüntel (auch Hüntell, lateinisch Huntilo) ist der Name eines erloschenen niedersächsischen Adelsgeschlechts.

## Geschichte
Der Geschlecht hat seinen Namen von dem Ort Hüntel, heute ein Stadtteil von Meppen.
Bereits 1575 war ein Johann von Hüntel († nach 1605) Bürgermeister von Haselünne. Später war er vor 1584 Sekretarius bei der gräflichen Kanzlei in Leerort und 1589/91 Amtmann zu Stickhausen. 1602 ertauschte Johann von Hüntel Haus Hamm bei Haselünne. Danach war er 1603 und 1605 erneut Bürgermeister in Haselünne. Er war vermählt mit Schwane von Hoene zu Nortmoor bei Leer. Sein Sohn Johann von Hüntel war bis 1621 ebenfalls Bürgermeister von Haselünne. Im Dezember 1621 wanderte dieser wegen eines steigenden Katholisierungsdrucks nach Ostfriesland aus. Er spielte in den ostfriesisch-münsterischen Grenzstreitigkeiten von 1639 und 1654 eine bedeutende Rolle. 1622 erscheint auch ein Alhard von Hüntel zu Haselünne. Neben Haus Hamm hatte die Familie in Haselünne den Hüntelhof, einen spätmittelalterlichen Burgmannensitz.
Folgende Stammfolge ist überliefert:
- Johann von Hüntel († nach 1605), 1575, 1603 und 1605 Bürgermeister Haselünne, ⚭ Schwane/Schwaneke von Hoene
  - Johann von Hüntel († 1645), bis 1621 Bürgermeister Haselünne, ⚭ N. N.
    - Heinrich von Hüntel († 1669), Herr zu Hamm und Haselünne, ⚭ 1639 Helena von Schwietering († 1673)
      - Heinrich von Hüntel
      - Johann Wilhelm von Hüntel († 1657), bischöflich-münsterscher Fähnrich, der am 26. September 1657 vor Münster fiel
      - Franz Georg von Hüntel (1644–1725), Herr zu Hamm, ⚭ 1667 mit Anna Catharina von Varendorff zu Horst († nach 1680)
        - Anna Christina von Hüntel (* 1670), Nonne im Kloster Oesede
        - Tekla Elisabeth von Hüntel (1710†), ⚭ 1707 mit Johann Wilhelm von Schwietering (* 1671) zu Limbergen
        - Agnes Elisabeth Juliana von Hüntel (* 1672), anfänglich Novize im Kloster Rulle
        - Anna Gertrud von Hüntel (* 1674)
        - Conrad Hugo von Hüntel
        - Anton Heinrich Arnold von Hüntel (1685–1754), Erbherr zu Hamm, ⚭ I. mit Margarethe Elisabeth Morrien († 1724), ⚭ II. 1725 mit Wilhelmina Sabina Riccius (1706–1761), aus II. Ehe vier Kinder, u. a.:
          - Peter Mariel/Marcel von Hüntel († 1791), Erbherr zu Hamm, ⚭ I. mit Henriette Barbara von Grootvelt, ⚭ II. mit N. N. von Hademstorff aus dem Bremischen[7]
            - aus Ehe I.: Katharina Gertrud Franziska Theodora von Hüntel (1760–1829), ⚭ 1783 mit Adam Adolf von der Decken (1760–1825) auf Mittelhausen im Großherzogtum Sachsen, Lethe und Schwede im Amt Vechta im Großherzogtum Oldenburg.[8]
            - aus Ehe II: Josepha von Hüntel (* ca. 1774)
            - Wilhelmine von Hüntel (* ca. 1776), Konventualin im Benediktinerinnenkloster Herzebrock
            - Franziska von Hüntel (* ca. 1781)
            - Catharina von Hüntel (* ca. 1783)
            - Henrietta von Hüntel (* ca. 1785)

          - Anna Catharina Elisabeth Franziska von Hüntel (* 1729) aus Hamm, ⚭ Franz Arnold Schumacher (1709–1763), fürstlich-münsterischer Hofkammerrat und Amtsrentmeister Amt Cloppenburg[9][10]
          - eine Tochter

    - Tekla von Hüntel ⚭ Heinrich von Dwingeloe genannt Lutten zu Haus Lotten in Haselünne-Lotten[11]

Peter Marcel von Hüntel war verheiratet mit Margaretha von Varendorff († 1660) zu Haus Horst bei Alfhausen im Osnabrücker Land, die Haus Horst als Erbe in die Ehe brachte. Ein Sohn war Marcel Adam von Hüntel zu Haus Hamm bei Haselünne, eine Tochter Maria Magdalena von Hüntel (* 1660), die Hans Eimerhaus von Wüllen heiratete.
Marianne von Hüntel (* 1769) war Konventualin im Benediktinerinnenkloster Herzebrock. Nach Aufhebung des Klosters versuchte sie Anfang 1804 vergeblich dessen Wiederherstellung zu erreichen. Sie lebte danach weiter in Herzebrock.
Franz Hugo von Hüntel zu Hamm ehelichte 1777 Maria Johanna Framicart de Tassigny, Erbtochter des Guts Bettinghausen bei Soest. Ihre Tochter Karoline von Hüntel († 1837) heiratete 1801 Franz Nikolaus Gotthard von Kleinsorgen (1748–1816), französischer Militär und bayrischer Kammerherr und Gesandter, und brachte Bettinghausen damit in die Familie von Kleinsorgen.
Die Familie erlosch 1869 mit dem Tod von Catharina (Trinette) Maria Elisabeth Franziska Johanna von Hüntel (1791–1869).

## Wappen
Blasonierung: In Gold ein grüner Wald, aus dem ein schwarzer Hund hervorspringt. Auf dem Helm mit schwarz-goldenen Helmdecken ein wachsender schwarzer Hund zwischen zwei goldenen Straußenfedern.